# Province de Páucar del Sara Sara
La province de Páucar del Sara Sara (en espagnol : Provincia de Páucar del Sara Sara) est l'une des onze provinces de la région d'Ayacucho, au sud du Pérou. Son chef-lieu est la ville de Pauza.

## Géographie
La province couvre une superficie de 2 096,92 km2. Elle est limitée au nord et à l'ouest par la province de Parinacochas, à l'est et au sud par la région d'Arequipa.

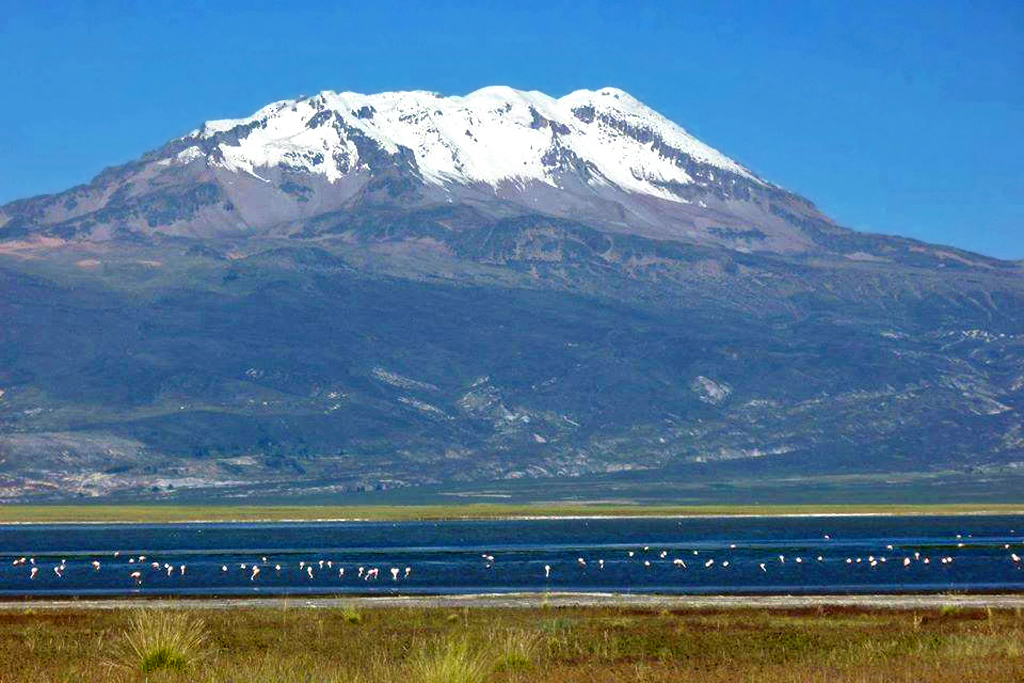
Sara Sara, la plus haute montagne de la province

## Population
La population de la province s'élevait à 10 610 habitants en 2005.

## Subdivisions
La province est divisée en 10 districts :
- Colta
- Corculla
- Lampa
- Marcabamba
- Oyolo
- Pararca
- Pauza
- San Javier de Alpabamba
- San José de Ushua
- Sara Sara